# Ignacio de Santibáñez
Ignacio de Santibáñez, Fray Ygnacio, (Santibáñez Zarzaguda (Burgos, España), 1512 - Manila (Filipinas), 1598), fue un sacerdote católico español de la Orden de Frailes Menores (OFM) y primer arzobispo de Manila.

## Biografía
Obtuvo fama de buen orador, siendo nombrado confesor del Felipe II de España.
Presentado para arzobispo de Manila; pasó al virreinato de Nueva España, donde se consagró el año de 1596, tomando posesión de su silla el 28 de mayo de 1598. 
Inmediatamente erigió en metropolitana esta diócesis y como sufragáneos suyos los obispados de Nueva Cáceres, Nueva Segovia y Cebú, según queda dicho, en virtud de breve del papa Clemente VIII de 14 de agosto de 1595.

## Filipinas
Dos años más tarde llegó a las Filipinas. El 28 de mayo de 1598 Santibáñez se reunió a la colonia filipina, encontrando una diócesis descuidada. El 24 de junio envía una carta al monarca señalando la falta de compromiso e interés entre los laicos, así como la forma tiránica de gobernar de Francisco Tello de Guzmán, proponiendo su relevo. Comenta también como la inmigración de chinos es desastrosa y mala para la moral de la gente del lugar, por lo que debiera ser frenada.
Durante su breve mandato queda restablecida la Inquisición. En una segunda carta de fecha 26 de julio, vuelve a quejarse del Gobernador General, solicitando al rey su regreso a la península, ya que no podía convivir con Tello.
Empezó á gobernar con mucho celo y acierto; pero le atacó una disentería, de la que murió el 14 de agosto de 1598. Le sucedió en la silla episcopal Miguel de Benavides y Añoza. Sus restos fueron enterrados en la catedral de Manila.

## Biblioteca
Santibáñez trajo muy pocos libros a las Filipinas, como escribió al Rey el 1 de noviembre de 1596:

"...después de haber vendido todos quantos papeles había trabajado en toda mi vida
he ido vendido los libros hasta quedar con solo dos cajas que no puedo escusar de ocho que saque de Burgos con otras cosas..."